# میان والی قریشیان
میان والی قریشیان (به انگلیسی: Mian Wali Qureshian) یک منطقهٔ مسکونی در پاکستان است که در ناحیه رحیم‌یارخان واقع شده‌است.